# Pekka Pyykkö
Pekka Pyykkö   (Hinnerjoki, 12 d'octubre de 1941) és un acadèmic finès. Va ser professor de Química a la Universitat de Hèlsinki. Entre el 2009 – 2012 va ser el president de l'Acadèmia Internacional de Ciències Moleculars Quàntiques. És conegut per la seva extensió de la taula periòdica d'elements, conegut com a model de Pyykkö.

## Model Pyykkö
Després dels 118 elements que ara es coneixen, Pekka Pyykkö prediu que les capes orbitals s’ompliran en aquest ordre:
- 8s
- 5g,
- els dos primers espais de 8p,
- 6f,
- 7d,
- 9s,
- els dos primers espais de 9p,
- la resta de 8p.[5]

També suggereix que el període 8 es divideixi en tres parts:
- 8a, que conté 8s,
- 8b, que conté els dos primers elements de 8p,
- 8c, que conté 7d i la resta de 8p.[5]

| Model Pyykkö | Model Pyykkö                                            | Model Pyykkö | Model Pyykkö | Model Pyykkö | Model Pyykkö | Model Pyykkö | Model Pyykkö | Model Pyykkö | Model Pyykkö | Model Pyykkö | Model Pyykkö | Model Pyykkö | Model Pyykkö | Model Pyykkö | Model Pyykkö | Model Pyykkö | Model Pyykkö | Model Pyykkö | Model Pyykkö | Model Pyykkö | Model Pyykkö | Model Pyykkö | Model Pyykkö | Model Pyykkö | Model Pyykkö | Model Pyykkö | Model Pyykkö | Model Pyykkö | Model Pyykkö | Model Pyykkö | Model Pyykkö | Model Pyykkö | Model Pyykkö | Model Pyykkö | Model Pyykkö | Model Pyykkö | Model Pyykkö | Model Pyykkö | Model Pyykkö | Model Pyykkö | Model Pyykkö | Model Pyykkö | Model Pyykkö | Model Pyykkö | Model Pyykkö | Model Pyykkö | Model Pyykkö | Model Pyykkö | Model Pyykkö | Model Pyykkö |
| ------------ | ------------------------------------------------------- | ------------ | ------------ | ------------ | ------------ | ------------ | ------------ | ------------ | ------------ | ------------ | ------------ | ------------ | ------------ | ------------ | ------------ | ------------ | ------------ | ------------ | ------------ | ------------ | ------------ | ------------ | ------------ | ------------ | ------------ | ------------ | ------------ | ------------ | ------------ | ------------ | ------------ | ------------ | ------------ | ------------ | ------------ | ------------ | ------------ | ------------ | ------------ | ------------ | ------------ | ------------ | ------------ | ------------ | ------------ | ------------ | ------------ | ------------ | ------------ | ------------ |
|              | Els elements desplaçats per Pyykkö apareixen en negreta |              |              |              |              |              |              |              |              |              |              |              |              |              |              |              |              |              |              |              |              |              |              |              |              |              |              |              |              |              |              |              |              |              |              |              |              |              |              |              |              |              |              |              |              |              |              |              |              |              |
| 8            | 119 Uue                                                 | 120 Ubn      | 121 Ubu      | 122 Ubb      | 123 Ubt      | 124 Ubq      | 125 Ubp      | 126 Ubh      | 127 Ubs      | 128 Ubo      | 129 Ube      | 130 Utn      | 131 Utu      | 132 Utb      | 133 Utt      | 134 Utq      | 135 Utp      | 136 Uth      | 137 Uts      | 138 Uto      | 141 Uqu      | 142 Uqb      | 143 Uqt      | 144 Uqq      | 145 Uqp      | 146 Uqh      | 147 Uqs      | 148 Uqo      | 149 Uqe      | 150 Upn      | 151 Upu      | 152 Upb      | 153 Upt      | 154 Upq      | 155 Upp      | 156 Uph      | 157 Ups      | 158 Upo      | 159 Upe      | 160 Uhn      | 161 Uhu      | 162 Uhb      | 163 Uht      | 164 Uhq      | 139 Ute      | 140 Uqn      | 169 Uhe      | 170 Usn      | 171 Usu      | 172 Usb      |
| 9            | 165 Uhp                                                 | 166 Uhh      |              |              |              |              |              |              |              |              |              |              |              |              |              |              |              |              |              |              |              |              |              |              |              |              |              |              |              |              |              |              |              |              |              |              |              |              |              |              |              |              |              |              | 167 Uhs      | 168 Uho      |              |              |              |              |
|              | bloc s                                                  | bloc s       | bloc g       | bloc g       | bloc g       | bloc g       | bloc g       | bloc g       | bloc g       | bloc g       | bloc g       | bloc g       | bloc g       | bloc g       | bloc g       | bloc g       | bloc g       | bloc g       | bloc g       | bloc g       | bloc f       | bloc f       | bloc f       | bloc f       | bloc f       | bloc f       | bloc f       | bloc f       | bloc f       | bloc f       | bloc f       | bloc f       | bloc f       | bloc f       | bloc d       | bloc d       | bloc d       | bloc d       | bloc d       | bloc d       | bloc d       | bloc d       | bloc d       | bloc d       | bloc p       | bloc p       | bloc p       | bloc p       | bloc p       | bloc p       |

La versió compacta:<br/>
Pekka Pyykkö va predir amb èxit la possibilitat d’un enllaç químic entre l'or i el xenó de gas noble, que sol ser inert; se sap que aquest enllaç es produeix en el complex catiónic tetraxenonogold (II) (AuXe2+
4
 AuXe2+
4). També va predir amb èxit la possibilitat d'un triple enllaç or-carboni.